# Sean Williams (cestista)
Sean Christopher Williams (Houston, 13 settembre 1986) è un ex cestista statunitense.
È il fratello di Myles Garrett, prima scelta assoluta del Draft NFL 2017.

## Carriera
È stato selezionato dai New Jersey Nets al primo giro del Draft NBA 2007 (17ª scelta assoluta).
Nell'aprile 2015 viene squalificato dalla Federazione turca per tre mesi perché positivo al THC.

## Palmarès
- All-NBDL Third Team (2011, 2012)
- 2 volte miglior stoppatore NBDL (2009, 2011)